# Савана (Џорџија)
Савана (енгл. Savannah) град је у америчкој савезној држави Џорџија. По попису становништва из 2020. у њему је живело 147.780 становника.

## Географија
Савана се налази на надморској висини од 15 m.

## Демографија
Према попису становништва из 2010. у граду је живело 136.286 становника, што је 4.776 (3,6%) становника више него 2000. године.
|                   | 2010.            | 2000.            |
| Укупно            | 136 286 (100,0%) | 131 510 (100,0%) |
| Афроамериканци    | 75 507 (55,40%)  | 75 072 (57,08%)  |
| Белци             | 49 381 (36,23%)  | 49 903 (37,95%)  |
| Хиспаноамериканци | 6 392 (4,690%)   | 2 938 (2,234%)   |
| Азијати           | 2 741 (2,011%)   | 1 997 (1,519%)   |
| Остали            | 2 265 (1,662%)   | 1 600 (1,217%)   |

## Партнерски градови
- Батуми
- Патра
- Хале
- Каја